# Radagaisus

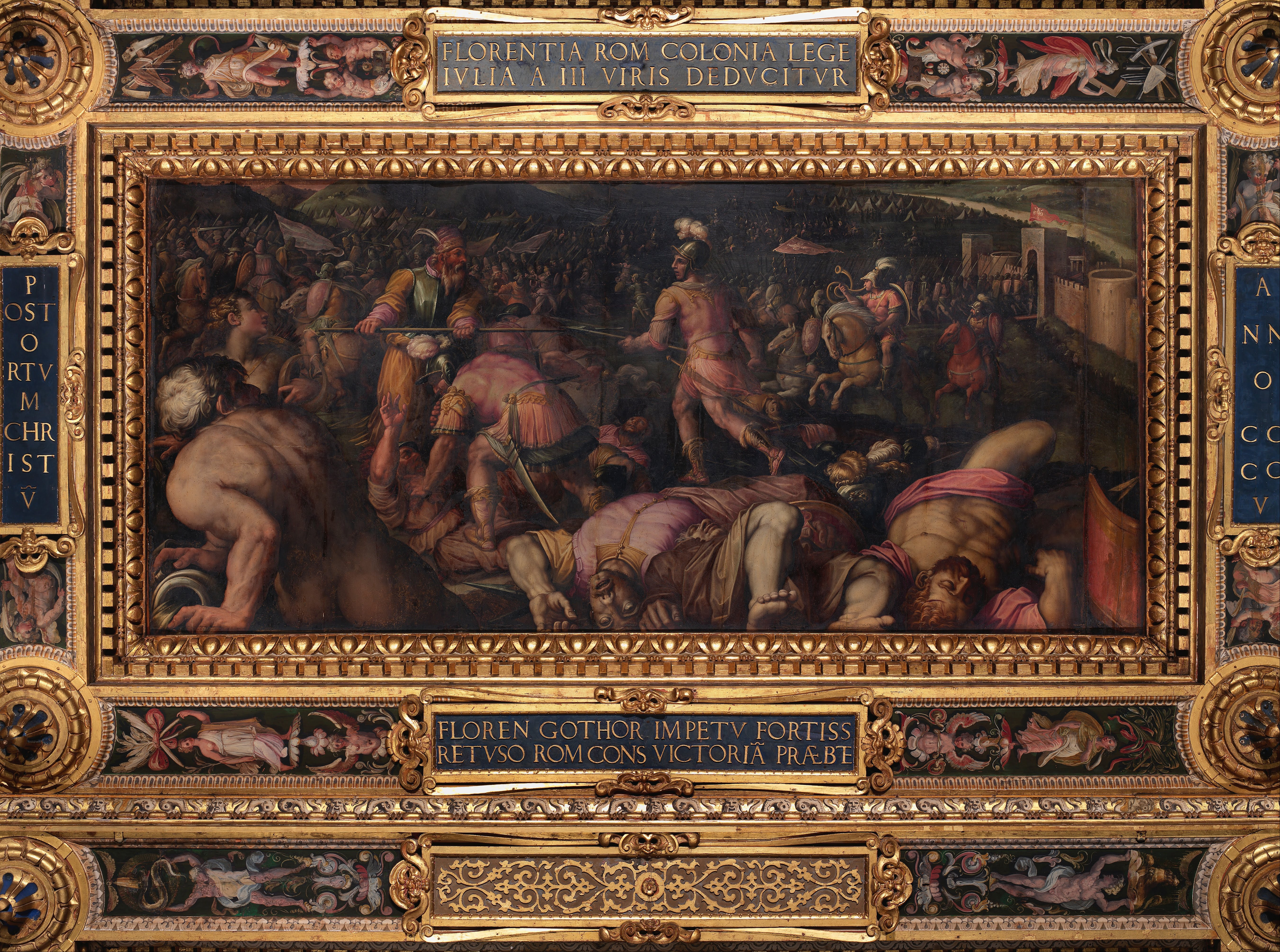
Giorgio Vasari, Defeat of Radagasio below Fiesole, 1563-1565

Radagaisus (d. 23 august 406) a fost un rege got care a organizat o invazie a Italiei între sfârșitul anului 405 și prima jumătate a lui 406. Un păgân convins, Radagaisus a planificat să sacrifice senatorii romani zeilor și să ardă Roma. Radagaisus a fost executat după ce a fost învins de generalul jumătate vandal Stilicho. 12.000 de luptători ai săi au intrat în armata romană, iar o parte s-au dispersat, în timp ce alții au fost vânduți ca sclavi. Acești goți, mai târziu, s-au alăturat lui Alaric I la cucerirea Romei în 410.

## Invazia
Trupele lui Radagaisus, probabil, numărau aproximativ 20.000 de luptători. Mulți dintre luptători au fost însoțiți de familiile lor, ceea ce înseamnă că dimensiunea poate atinge 100.000.
Radagaisus, a cărui origini sunt necunoscute, fugind de presiunile hunilor, a invadat Italia, fără a trece prin Balcani, care indică faptul că invazia lui a început undeva în Marea Câmpie Maghiară, la vest de munții Carpați. Conform descoperirilor arheologice, traseul era prin sud-estul Noricumului și vestul Pannoniei. În acest moment Flavia Solva a fost arsă și în mare măsură abandonată, iar Aguntum a fost devastat de un incendiu.
Stilicho a mobilizat treizeci de numeri (aprox. 15.000 de oameni) de la armata domeniul italian ca răspuns la invazia lui Radagaisus. Un al doilea contingent de trupe romane, adus de la frontiera Rinului, a completat forțele italiene. În plus, au primit ajutor de la foederati goți ai lui Sarus și forțele hunilor conduși de Uldin. Alaric n-a intervnit în acest conflict.
Armata lui Radagaisus a înaintat în nordul Italiei pentru cel puțin șase luni, în timp ce Imperiul își mobiliza forțele. Și-au făcut în cele din urmă drumul spre Florența, blocând orașul, unde nu mai puțin de o treime din trupele goților și aliaților au fost uciși.

## Moartea
Armata lui Stilicho a spart asediul Florenței, care se găsea aproape pe punctul de predare. Contratacul roman a avut un succes extrem, iar Radagaisus a fost forțat să se retragă în dealurile din Fiesole, la aproximativ 8 km distanță. Acolo, Radagaisus și-a abandonat oamenii și a încercat să scape, dar a fost capturat de romani. A fost executat pe 23 august 406, iar 12.000 de luptători ai săi au fost capturați de armata romană.